# 烏拉爾 (哈薩克斯坦)
烏拉爾 （‎），俄語稱為烏拉爾斯克 （Уральск），是哈薩克斯坦西哈薩克斯坦州首府。位於該國西部烏拉爾河畔。1999年人口195,500人。
1613年開埠，原名雅茨克鎮（Яицкий городок）。1775年1月15日，改名為烏拉爾斯克，1991年哈薩克斯坦獨立時改現名。

## 姐妹城市
- 羅馬尼亞普洛耶什蒂